# Grace for Drowning
Grace for Drowning es el segundo álbum de estudio de Steven Wilson, productor, compositor y líder de Porcupine Tree. Fue publicado por Kscope el 26 de septiembre de 2011. El álbum recibió una nominación a los 54.ª Premios Grammy por el mejor álbum con sonido envolvente.

## Trasfondo
Luego del lanzamiento de su primer álbum solista, Insurgentes, Steven Wilson pasó un tiempo en varios de sus otros proyectos. Estos incluyeron el álbum de Porcupine Tree, The Incident, en 2009, el tercer álbum de Blackfield, Welcome to My DNA, en 28 de marzo de 2011, y su colaboración con Mikael Åkerfeldt (el líder de la banda Opeth) llamada Storm Corrosion. Sin embargo, entre estos proyectos, en 2010 declaró que igualmente comenzó a trabajar en su segundo álbum de estudio.
A comienzos de junio de 2011, Wilson lanzó un minisitio por el nuevo disco revelando su nombre y su arte fotografiada por su antiguo colaborador Lasse Hoile. Adicionalmente, una descarga gratuita de la pista "Remainder the Black Dog" fue también añadida. El sitio web de la revista Sound and Vision  estrenó el video de "Track One" el 10 de agosto de 2011. Poco más tarde, Yahoo! Music debutó el video musical de "Index".
Sobre la terminación del álbum, Wilson afirmó:
"Insurgentes fue un paso importante para mí en algo nuevo. Esta grabación lo toma como un punto de partida, pero es más experimental y más ecléctico. Para mí la época dorada de la música fue a finales de los sesenta y comienzo de los setenta, cuando el álbum se volvió el medio principal de expresión artística, cuando los músicos se liberaron del formato de 3 minutos de la canción pop, y comenzaron a trazar especialmente en el jazz y música clásica, combinándolo con el espíritu de la psicodelia para crear "viajes sónicos", supongo que así les puedes llamar. Entonces, sin ser retro, mi álbum es una clase de homenaje a ese espíritu. Hay de todo desde piezas fílmicas "[Ennio] Morriconescas" a música de coro a baladas de piano hasta una pieza de 23 minutos inspirada en el jazz-progresivo. He usado un par de músicos de jazz esta vez, lo cual es algo que aprendí de mi trabajo remezclando las grabaciones de King Crimson."

La canción "Raider II" está inspirada en el asesino serial Dennis Rader.
El álbum está dedicado a su padre en las notas finales del álbum, quien falleció unos meses antes de estrenarlo.

## Recepción
La recepción del álbum fue generalmente favorable. Ben Bland de Stereoboard escribió positivamente del álbum, declarando "Para un trabajo tan desafiantemente panorámico en sus intenciones como este, es verdaderamente notable que no hay nada que pudiera, o más bien debería, ser acusado de ser relleno o exagerar." William Ruhlmann de Allmusic le dio una crítica mixta al disco y lo comparó a otros proyectos de Wilson, Porcupine Tree y Bass Communion, y comentó: "Grace for Drowning tiene una concepción particular en términos de su viaje emocional desde la tristeza por la ira hacia la aceptación, pero también es solo otro en una extensa discografía de álbumes de Wilson bajo varios nombres en estilos relativamente similares". Brice Ezell de PopMatters dio una revisión muy positiva para el álbum, puntuándolo con un 8 de 10. Él escribió que "[Wilson] puede seguir siendo una personalidad musical divisiva, pero Grace for Drowning es una escucha tan fina que incluso el oyente más firmemente opuesto tiene que al menos darle puntos a su estilo, tanto por la presentación artística del álbum como por la música en él".

## Lista de canciones
| Disco 1: Deform to Form a Star |                           |          |  |
| N.º                            | Título                    | Duración |  |
| 1.                             | «Grace for Drowning»      | 2:06     |  |
| 2.                             | «Sectarian»               | 7:41     |  |
| 3.                             | «Deform to Form a Star»   | 7:51     |  |
| 4.                             | «No Part of Me»           | 4:55     |  |
| 5.                             | «Postcard»                | 4:29     |  |
| 6.                             | «Raider Prelude»          | 2:23     |  |
| 7.                             | «Remainder the Black Dog» | 9:27     |  |
| 39:38                          |                           |          |  |

| Disco 2: Like Dust I Have Cleared from My Eye |                                        |          |  |
| N.º                                           | Título                                 | Duración |  |
| 1.                                            | «Belle de Jour»                        | 2:59     |  |
| 2.                                            | «Index»                                | 4:49     |  |
| 3.                                            | «Track One»                            | 4:16     |  |
| 4.                                            | «Raider II»                            | 23:21    |  |
| 5.                                            | «Like Dust I Have Cleared from My Eye» | 8:01     |  |
| 43:23                                         |                                        |          |  |